# Manuel Lisa

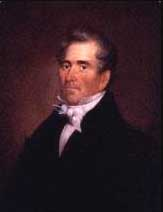
Porträt von Manuel Lisa

Manuel Lisa (* 1772 in Vizekönigreich Neuspanien; † Sommer 1820) war spanischer Pelzhändler in den USA.

## Leben
Lisa war ein Geschäftsmann in St. Louis. 1807 stellte er eine Expedition zusammen. Zusammen mit 42 Männern und dem Führer George Drouillard fuhr er den Missouri River hinauf bis an die Mündung des Bighorn Rivers. Dort errichteten sie eine Handelsstation, die sie nach Lisas Sohn Fort Raymond (auch Manuel's Fort genannt) nannten.
Nach seiner Rückkehr nach St. Louis gründete er mit den Chouteaus und anderen die Missouri Fur Company. Die Company konnte angesehene Trapper wie John Colter und Andrew Henry in ihre Dienste stellen. 1809 bauten Lisas Männer eine weitere Station, Fort Lisa, an der Mündung des Bighorn Rivers in den Missouri River im heutigen North Dakota, inmitten der feindlich gesinnten Blackfoot-Indianer. Bei verschiedenen Scharmützeln beim Fort starben etwa 20 Weiße und 40 Blackfoot. Aufgrund der stetigen Gefahren, die von den Blackfoot ausgingen, mussten sich die überlebenden Trapper unter Henrys Führung im Herbst zurückziehen. Sie galten längere Zeit als verschollen; erst im Jahre 1811 traf Lisa auf sie.
1812 errichtete Lisa ein drittes Fort, 20 km nördlich der heutigen Stadt Omaha, ebenfalls am Missouri River. Auch dieses nannte er Fort Lisa.